# Puerto Arturo, Campeche
Puerto Arturo är en ort i Mexiko.   Den ligger i kommunen Palizada och delstaten Campeche, i den sydöstra delen av landet, 800 km öster om huvudstaden Mexico City. Puerto Arturo ligger 3 meter över havet och antalet invånare är 127.
Terrängen runt Puerto Arturo är mycket platt. Runt Puerto Arturo är det mycket glesbefolkat, med 7 invånare per kvadratkilometer. Närmaste större samhälle är Lagón Dulce, 6,5 km väster om Puerto Arturo. Trakten runt Puerto Arturo består huvudsakligen av våtmarker.